# سارة شحاتة
سارة شحاتة هي كاتبة، وروائية مصرية ولدت بمحافظة القاهرة في الثلاثين من يوليو عام 1987، ودرست في مدرسة الراهبات الفرنسية نوتر دام ديزابوتر بحي الزيتون، وأنهت دراستها الثانوية فيها عام 2004، ثم تخرجت من كلية الصيدلة بجامعة عين شمس في عام 2009 بتقدير عام جيد جدا مع مرتبة الشرف، وعملت في مجال الجودة بإحدى شركات صناعة الأدوية.
بدأت سارة شحاتة نشر كتاباتها على شبكة الإنترنت منذ عام 2006، ثم اتجهت للنشر على صفحات بعض الصحف والمجلات المصرية، مثل باب بريد القرّاء بجريدة الدستور، وأصدرت أولى أعمالها الأدبية في عام 2010 وهي رواية بعنوان «خمس نجوم»، وفي عام 2014، حصلت مجموعتها القصصية بعنوان «رائحة نعناع»، على جائزة الدولة التشجيعية.

## كتاباتها ومؤلفاتها
كتبت سارة شحاتة العديد من المؤلفات التي تنوعت ما بين الرواية الطويلة، والمجموعات القصصية، ومنها:
- رائحة نعناع (مجموعة قصصية): صدرت عام 2013.[2]
- اخمس نجوم (رواية): صدرت عام 2010 عن دار الدار للنشر والتوزيع بالقاهرة.[3]
- كل علب الشوكولاتة (مجموعة قصصية): صدر عام 2018 عن دار أطلس للنشر والتوزيع بالقاهرة.
- سنية هسيّ (مجموعة قصصية): صدرت عام 2015 عن دار عالم الكتب للنشر والتوزيع بالقاهرة.[4][5]
- إبصار (رواية): صدرت عام 2017 عن مركز المحروسة للنشر والخدمات الصحفية والمعلومات بالقاهرة.[6]
- ألوان ثانوية (رواية): صدرت عام 2021 عن دار ابن رشد للنشر والتوزيع بالقاهرة.[7][8][9]

## الجوائز
حظيت سارة شحاتة بتكريم العديد من الجهات، كما نالت عددًا من الجوائز الأدبية من أهمها:
- جائزة الدولة التشجيعية للتفوق في الأداب في فرع المجموعة القصصية عام 2014، والمقدمة من المجلس الأعلى للثقافة عن مجموعتها القصصية «رائحة نعناع».[10]